# Дамаскин Чудовский
Дамаскин — иеродиакон Чудова монастыря, духовный писатель начала XVIII века.

## Биография
Биографические сведения о нём очень скудны. В начале 80-х годов ХVII столетия он был ещё мирянином, в 1691 году — уже монахом Чудова монастыря, строгой жизни, проводившим время в чтении и писании книг. 
В 1698 году, отец Дамаскин удалился на Афон и описал все тамошние монастыри, скиты, трапезы, церкви и пещеры, составив и рисунки к ним. По возвращении в Москву, получил от митрополита Иова поручение отыскать удобное место для уединённого жилища митрополиту, посетил для этой цели Соловецкий монастырь, но удобного пустынного места не нашёл. Очутившись снова в московском Чудове монастыре, Дамаскин возымел твёрдое намерение удалиться на Афон; но глубоко возмущённый клеветами и ругательствами архимандрита Гавриила Домецкого на всех московских учёных, по поводу спора о времени пресуществления святых даров и выхода в свет книги «Остен», — Дамаскин написал в 1704 году книгу: «Сто пять ответов Домецкому», послал книгу митрополиту Иову при письме от 8 июля 1705 года и написал ему ещё два письма, из коих видно, что митрополит поручил Дамаскину просмотреть писания Домецкого, что Дамаскин писал ещё книгу — «Грешных спасение» и мн. других, неоконченных по рядлу причин. 
Книга достигла цели: враг православия Домецкий был ниспровергнут и бежал в Киев, Дамаскин, вероятно, удалился на Афон. Дамаскин — тип истинно русского человека, неиспорченного схоластическою наукою, хотя для своего времени и звания очень образованного, честного, неподкупного, с прямым здравым смыслом, непритворно смиренного и благочестивого, но неустрашимого борца за свою веру и народность.